# Ornithogalum saundersiae
Espèce
Ornithogalum saundersiae est une espèce de plantes de la famille des Asparagacées originaire d'Afrique du Sud.